# Budenbach
Budenbach é um município da Alemanha localizado no distrito de Rhein-Hunsrück, estado da Renânia-Palatinado. Pertence ao Verbandsgemeinde de Simmern.